# العلاقات المغربية الأيرلندية
العلاقات المغربية الأيرلندية هي العلاقات الثنائية التي تجمع بين المغرب وجمهورية أيرلندا.

## مقارنة بين البلدين
هذه مقارنة عامة ومرجعية للدولتين:
| وجه المقارنة                                              | المغرب                                 | جمهورية أيرلندا                                       |
| --------------------------------------------------------- | -------------------------------------- | ----------------------------------------------------- |
| المساحة (كم2)                                             | 710.85 ألف                             | 70.27 ألف                                             |
| عدد السكان (نسمة)                                         | 36.07 مليون                            | 4.76 مليون                                            |
| الكثافة السكانية (ن./كم²)                                 | 50.74                                  | 67.74                                                 |
| العاصمة                                                   | الرباط                                 | دبلن                                                  |
| اللغة الرسمية                                             | اللغة العربية، أمازيغية معيارية مغربية | اللغة الأيرلندية، لغة إنجليزية، الإنجليزية الأيرلندية |
| العملة                                                    | درهم مغربي                             | جنيه أيرلندي، يورو، عملات اليورو الأيرلندية           |
| الناتج المحلي الإجمالي (بليون دولار)                      | 109.14 مليار                           | 333.73 مليار                                          |
| الناتج المحلي الإجمالي (تعادل القوة الشرائية) بليون دولار | 274.06 مليار                           | 318.16 مليار                                          |
| الناتج المحلي الإجمالي الاسمي للفرد دولار أمريكي          | 2.88 ألف                               | 61.13 ألف                                             |
| الناتج المحلي الإجمالي للفرد دولار أمريكي                 | 7.49 ألف                               |                                                       |
| مؤشر التنمية البشرية                                      | 0.628                                  | 0.916                                                 |
| رمز المكالمات الدولي                                      | +212                                   | +353                                                  |
| رمز الإنترنت                                              | .ma                                    | .ie                                                   |
| المنطقة الزمنية                                           | ت ع م+01:00                            | 00، ت ع م+01:00، أوروبا/دبلن ‏                         |

## منظمات دولية مشتركة
يشترك البلدان في عضوية مجموعة من المنظمات الدولية، منها:
| علم المنظمة | اسم المنظمة                               | تاريخ انضمام المغرب | تاريخ انضمام جمهورية أيرلندا |
| ----------- | ----------------------------------------- | ------------------- | ---------------------------- |
|             | مؤسسة التنمية الدولية                     | 29 ديسمبر 1960      | 22 ديسمبر 1960               |
|             | يونسكو                                    | 7 نوفمبر 1956       | 3 أكتوبر 1961                |
|             | وكالة ضمان الاستثمار متعدد الأطراف        | 17 سبتمبر 1992      | 27 أكتوبر 1989               |
|             | الأمم المتحدة                             | 12 نوفمبر 1956      | 14 ديسمبر 1955               |
|             | الفريق المعني برصد الأرض                  | ?                   | ?                            |
|             | الاتحاد البريدي العالمي                   | ?                   | ?                            |
|             | البنك الدولي للإنشاء والتعمير             | 25 أبريل 1958       | 8 أغسطس 1957                 |
|             | المنظمة الهيدروغرافية الدولية             | ?                   | ?                            |
|             | الاتحاد الدولي للاتصالات                  | 1 نوفمبر 1956       | 8 ديسمبر 1923                |
|             | منظمة حظر الأسلحة الكيميائية              | ?                   | ?                            |
|             | مؤسسة التمويل الدولية                     | 30 أغسطس 1962       | 11 سبتمبر 1958               |
|             | المركز الدولي لتسوية المنازعات الاستشارية | 10 يونيو 1967       | 7 مايو 1981                  |
|             | منظمة التجارة العالمية                    | 1995                | ?                            |
|             | منظمة الشرطة الجنائية الدولية             | ?                   | ?                            |

## أعلام
هذه قائمة لبعض الشخصيات التي تربطها علاقات بالبلدين:
- سمير كاروثرز (لاعب كرة قدم أيرلندي، 4 أبريل 1993[20] – )

## وصلات خارجية
- موقع وزارة الخارجية المغربية
- موقع وزارة الخارجية الأيرلندية